# The Horse Wrangler

The Horse Wrangler est un film muet américain réalisé par John G. Adolfi, sorti en 1914.

## Fiche technique
- Réalisation : John G. Adolfi
- Scénario : George Pattullo, d'après son histoire
- Date de sortie : États-Unis : 13 juin 1914

## Distribution
- Eugene Pallette
- Miriam Cooper
- Sam De Grasse
- Lou Defrose